# Synode de Szabolcs

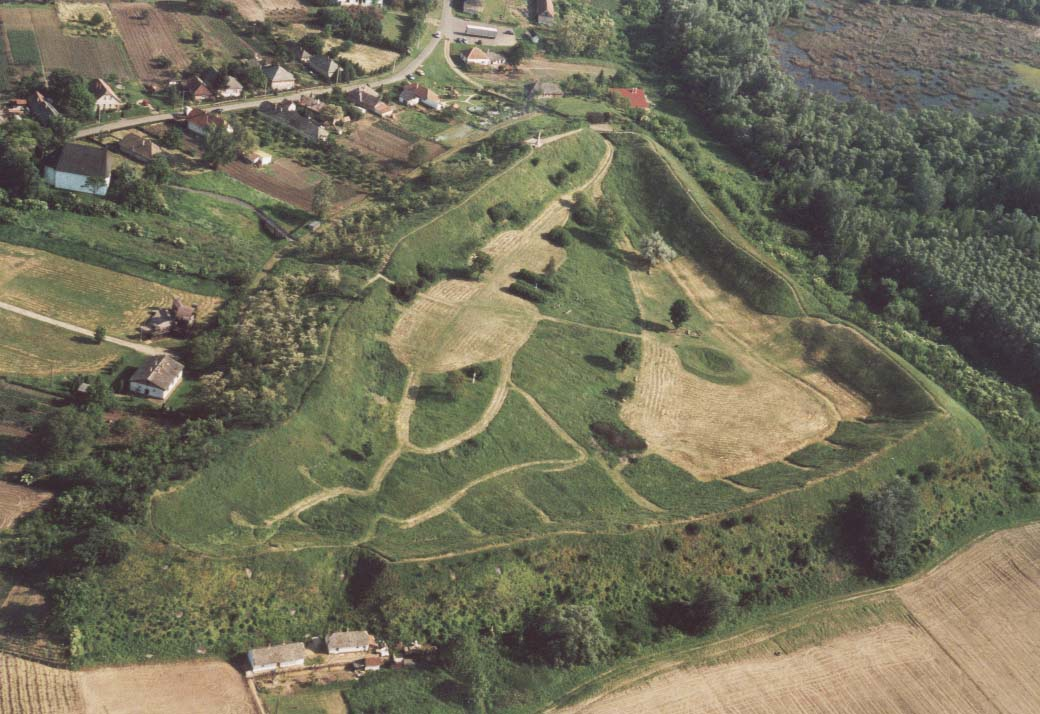
Vue aérienne de la forteresse de Szabolcs, entourée d'un rempart de terre.

Le synode de Szabolcs (aussi appelé en latin Decretum Primum S. Ladislai Regis) s'est tenu le 20 mai 1092 dans la forteresse hongroise de Szabolcs, sous la présidence du roi Ladislas Ier (1077–1095) et de Séraphin (Seraphinus), évêque d'Esztergom, capitale du royaume de Hongrie.

## Contenu
Lors de ce synode, auquel assistent des membres du clergé, des nobles et les habitants de la forteresse, quarante-deux articles de lois concernant la religion et l'Église sont publiés :
- À propos du célibat des prêtres, le roi Ladislas Ier adopte une position de tolérance à l'encontre des nouvelles décisions prises par le pape Grégoire VII[3] : il permet aux prêtres mariés en premières noces de conserver leur épouse, mais les prêtres mariés une deuxième fois sont contraints de rompre leur mariage[4].
- Pour lutter contre le paganisme persistant, des mesures sont prises contre « ceux qui font des sacrifices auprès des puits, ou déposent des offrandes auprès des arbres, des sources et des rochers » : ils devront racheter leurs pêchés au prix d'un bœuf[3],[4],[5].
- Celui qui n'observe pas le dimanche ou les Quatre-Temps, ou qui n'enterre pas ses morts à proximité d'une église devra, en signe de pénitence, se nourrir uniquement de pain et d'eau pendant douze jours[3].
- Si un laïque chasse le dimanche ou un jour de grande fête, il perdra son cheval[3],[4].
- Si des villageois abandonnent leur église en émigrant (c'est-à-dire en nomadisant), ils seront contraints par la loi à retourner là d'où ils étaient partis[4].
- Parmi les habitants des villages situés loin des lieux de culte, une seule personne est tenue d'assister aux services religieux ; celui qui s'en abstient « sans motif valable » sera ramené à la raison à coups de bâton[4].
- Si un juif travaille un dimanche ou un jour de fête, il perdra ses instruments de travail ; ses esclaves seront déclarés libres[3].
- Les juifs doivent se séparer de leurs épouses chrétiennes[4].
- Les musulmans[6] (marchands pour la plupart) convertis au christianisme ont l'interdiction de revenir à leur ancienne religion[4] ; si un musulman converti retourne à l'islam, il sera transplanté dans une autre partie du royaume[3],[7].